# Antonio Sanabria
Arnaldo Antonio Sanabria Ayala, dit Tony Sanabria, né le 4 mars 1996 à San Lorenzo (Paraguay), est un footballeur international paraguayen qui joue au Torino FC.
Il débute avec l'équipe nationale du Paraguay le 14 août 2013 face à l'Allemagne.

## Carrière

### En club
Tony Sanabria est le fils d'Antonio Sanabria et de Shirley Ayala, il a quatre frères cadets, Tamara, Joel, Lucas et Enzo. Tony grandit à San Lorenzo, ville située à 9 kilomètres de la capitale Asuncion. Il commence à jouer au futsal avant de passer au football.
À partir de 2004, il joue avec les équipes de jeunes du Cerro Porteño. Il reste dans ce club plusieurs saisons bien que Tony soit supporter du Club Olimpia, rival direct de Cerro Porteño.
En 2007, sa mère déménage en Espagne pour des raisons professionnelles emmenant avec elle ses enfants. Ils s'installent à Barcelone, Tony a alors onze ans. Il joue avec le club de La Blanca Subur CF à Sitges où il commence à se faire remarquer en inscrivant de nombreux buts. En 2009, il est suivi par les recruteurs du Real Madrid, de l'Espanyol et du FC Barcelone. C'est finalement le Barça qui parvient à recruter Tony Sanabria.
En 2010, Tony Sanabria arrive à La Masia, le centre de formation du FC Barcelone où se sont aussi formés des joueurs tels que Lionel Messi, Andrés Iniesta ou Xavi Hernández.
En 2012, l'entraîneur Tito Vilanova le fait s'entraîner avec l'équipe première.
Le 23 novembre 2013, Sanabria inscrit son premier but comme professionnel lors d'un match de championnat de D2 entre le FC Barcelone B et Las Palmas.
Le 8 janvier 2014, Sanabria signe avec l'AS Rome. Le montant du transfert s'élève à 4,5 millions d'euros. Sanabria est immédiatement prêté au club de Serie A US Sassuolo jusqu'en juin 2014 car l'AS Roma a toutes ses places de joueurs extracommunautaires déjà couvertes.
Le 13 août 2015, il est prêté au Sporting de Gijón qui vient de monter en première division espagnole. Le 22 janvier 2016, il inscrit trois buts face à la Real Sociedad (21e journée de championnat).
En juillet 2016, il rejoint le Betis.
Le 25 janvier 2019, Sanabria est prêté pendant une saison et demie au club italien de Genoa avec une options d'achat de 25 millions d'euros. Il prolonge également son contrat avec le club sévillan jusqu'en juin 2022. Quatre jours plus tard, il entre en jeu contre l'Empoli FC et inscrit un but de la tête pour clore une victoire 3-1.

### En équipe nationale
Tony Sanabria dispute la Coupe du monde des moins de 20 ans en juin 2013, jouant un total de quatre matchs.
Le sélectionneur Víctor Genes fait débuter Tony Sanabria avec le Paraguay le 14 août 2013 face à l'Allemagne. À 17 ans et cinq mois, Sanabria devient ainsi le deuxième joueur le plus jeune de l'histoire à avoir débuté avec le Paraguay juste derrière Gerardo Rivas en 1921.
Tony Sanabria est de nouveau convoqué pour les matchs qualificatifs de la Coupe du monde 2014 que le Paraguay dispute en septembre 2013 contre la Bolivie et l'Argentine. Il participe à la victoire 4 à 0 sur la Bolivie en rentrant sur le terrain à la 68e minute.

## Statistiques
| Saison                | Club                  | Championnat           | Championnat | Championnat | Coupe(s) nationale(s) | Coupe(s) nationale(s) | Compétition(s) continentale(s) | Compétition(s) continentale(s) | Compétition(s) continentale(s) | Paraguay | Paraguay | Total | Total |
| Saison                | Club                  | Division              | M.          | B.          | M.                    | B.                    | Comp.                          | M.                             | B.                             | M.       | B.       | M.    | B.    |
| 2013                  | FC Barcelone B        | Liga Adelante         | 10          | 3           | -                     | -                     | -                              | -                              | -                              | 3        | 0        | 13    | 3     |
| 2013-2014             | US Sassuolo (prêt)    | Serie A               | 2           | 0           | -                     | -                     | -                              | -                              | -                              | -        | -        | 2     | 0     |
| 2014-2015             | AS Roma               | Serie A               | 2           | 0           | -                     | -                     | C1+C3                          | 0+0                            | 0+0                            | 2        | 0        | 4     | 0     |
| 2015-2016             | Sporting Gijón (prêt) | Liga BBVA             | 30          | 11          | 1                     | 0                     | -                              | -                              | -                              | -        | -        | 31    | 11    |
| 2016-2017             | Betis Séville         | La Liga               | 22          | 4           | 2                     | 1                     | -                              | -                              | -                              | 2        | 0        | 26    | 5     |
| 2017-2018             | Betis Séville         | La Liga               | 17          | 8           | -                     | -                     | -                              | -                              | -                              | 3        | 0        | 20    | 8     |
| 2018-2019             | Betis Séville         | La Liga               | 14          | 2           | 2                     | 1                     | C3                             | 5                              | 2                              | 1        | 0        | 22    | 5     |
| Sous-total            | Sous-total            | Sous-total            | 53          | 14          | 4                     | 2                     | -                              | 5                              | 2                              | 6        | 0        | 68    | 18    |
| Total sur la carrière | Total sur la carrière | Total sur la carrière | 96          | 28          | 5                     | 2                     | -                              | 5                              | 2                              | 12       | 1        | 118   | 33    |